# Hemisodorcus rubrofemoratus rubrofemoratus
Hemisodorcus rubrofemoratus rubrofemoratus es una subespecie de coleóptero de la familia Lucanidae.

## Distribución geográfica
Habita en Japón, Siberia, China y Corea.